# SWATH
SWATH kort for Small Waterplane Area Twin Hull (frit oversat: Lille vandoverfladeareal dobbeltskrog) er en skibskonstruktion bestående af et dobbeltskrog, hvor de to vægtbærende ubådsformede dele af skroget ligger adskillige meter under vandets overflade, og hvor den del af skroget, der befinder sig i vandoverfladen er relativt lille. Fordelen er at denne type skib er meget stabilt i hård søgang, da hovedparten af bølgers energiafgivelse foregår i de øverste få meter af vandet. 
De to skrogdele er formet som ubåde og er opfundet allerede i 1938 af canadieren Frederick. G. Creed. Opfinderen fik patent i 1946, men hverken U.S. Navy eller Royal Navy var interesseret i opfindelsen og Creed døde uden at se sin opfindelse virkeliggjort. 
Der findes i dag (april 2008) ca. 30 SWATH-skibe og andre 30 er under konstruktion. Bl.a. bruges typen af Hawaiis Universitet til havbiologiske undersøgelser, af Canadas kystvagt samt af U.S. Navy, der har flere skibe af typen, bl.a. et eksperimentelt stealth-skib, USNS Sea Shadow. SWATH-skibe har en større vandmodstand, og dermed energiforbrug, end konventionelle katamaraner men mindre end enkeltskrogsfartøjer.